# چشم‌پوپی‌های اصلی
چشم‌پوپی‌های اصلی (نام علمی: Platysteira) نام یک سرده از خانواده چشم‌پوپی است.